# Італо-єменський договір 1926 року

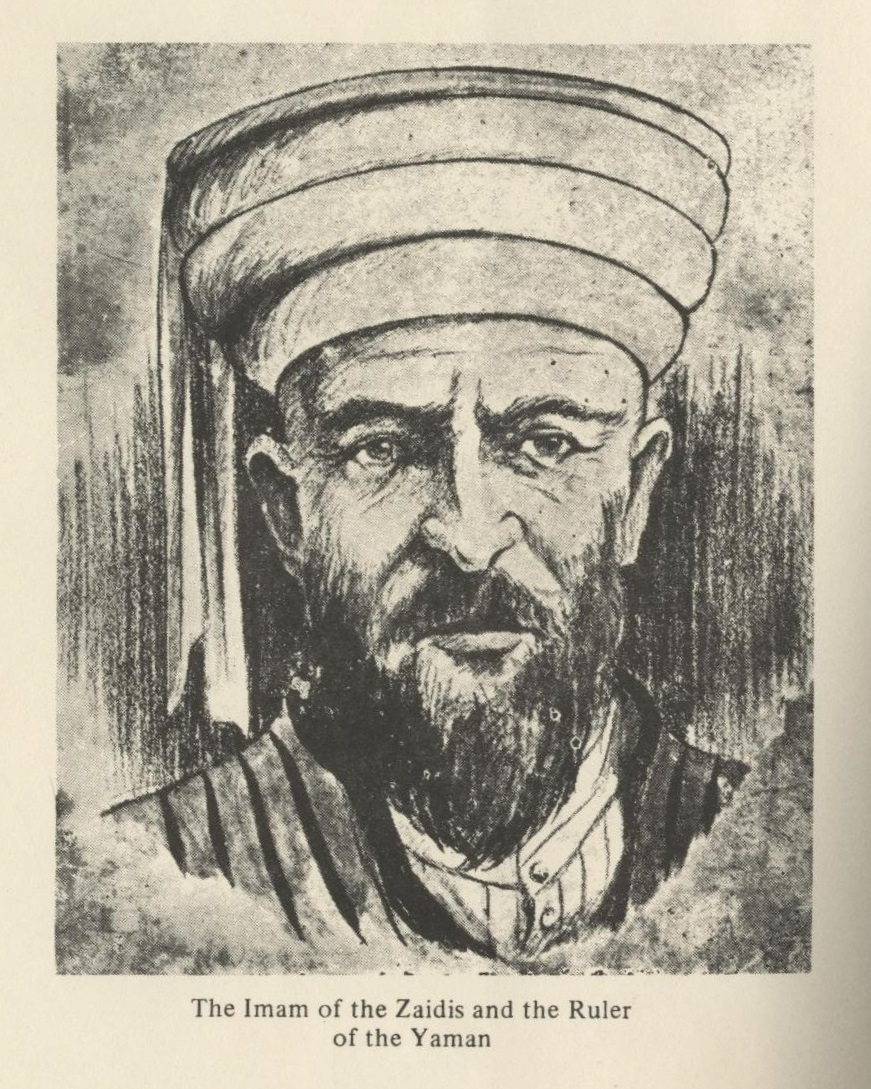
Ях'я бен Мухаммед Хамід-ад-Дін в 1922

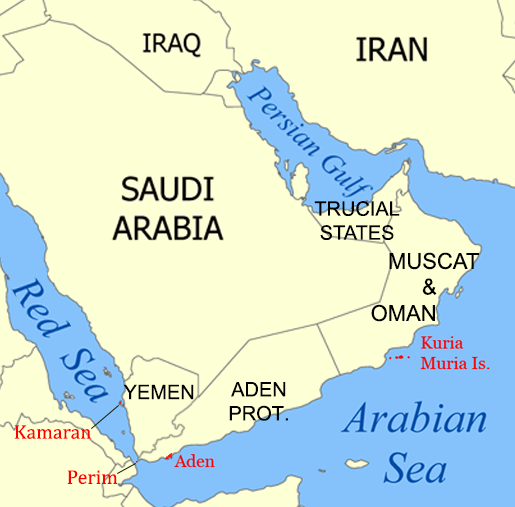
Карта регіону в 1937

Італо-єменський договір 1926 року, також відомий як Договір в Сані — договір підписаний в 1926 між Королівством Італія і Єменським Мутаваккілітським Королівством.

## Обстановка в регіоні Червоного моря і Аденської затоки
Червоне море мало стратегічне значення для Великої Британії як у сфері торгівлі, так і як маршрут для її військового флоту, щоб досягти Британської Індії та інших володінь. На півдні від Єменського Мутаваккілійського Королівства розташовувалися британська колонія Адену і Протекторат Аден, що створювало значний ризик для виникнення антиколоніальних повстань. Королівство Італія мало власні колонії в регіоні: Еритрея і Сомаліленд, - обидві колонії мали низьку рентабельність. Існувало значний переконання, що збільшення зв'язку з Єменом спричинить розширення торгівлі з колоніями і призведе регіон до італійської сфери впливу. Єменське Королівство в той час «поклало око» на Аден, плануючи його анексію, а з приходом імама Ях'я до правління, з'явились прагнення до створення Великого Ємену.

## Договір
У вересні 1926 року був підписаний італо-єменський Договір, як договір про дружбу. Договір визнавав Ях'я як короля Ємену і його претензії на Аден.
Договір був продовжений 15 жовтня 1937.